# Marriage Act (1753)
Marriage Act (1753) znany też jako Lord Hardwicke's Marriage Act – ustawa parlamentu brytyjskiego z 1753 roku określająca minimalny wiek wymagany do tego by małżeństwo było legalne. Do jej pomysłodawców należał ówczesny premier Henry Pelham.
Ustawa wymagała, by chcący się pobrać mieli co najmniej 21 lat, jeśli byli młodsi wymagana była zgoda rodziców. Marriage Act wchodził w życie w 1754 roku. Nie obowiązywał jednak w takich rejonach jak Wyspy Normandzkie i Szkocja.